# Kyle Brodziak
Kyle Brodziak, född 25 maj 1984, är en kanadensisk professionell ishockeyspelare som spelar för Edmonton Oilers i NHL.  
Han har tidigare spelat på NHL-nivå för St. Louis Blues, Minnesota Wild och Edmonton Oilers och på lägre nivåer för Wilkes-Barre/Scranton Penguins, Iowa Stars och Edmonton Road Runners i AHL och Moose Jaw Warriors i WHL.
Brodziak draftades i sjunde rundan i 2003 års draft av Edmonton Oilers som 214:e spelare totalt.